# Евроком България
Евроком България е бивш български телевизионен канал.
Излъчва от 1997 г. от централно студио в град Пловдив. Това е една от четирите пловдивски телевизии. Програмата на Евроком България се излъчва чрез сателит за територията на Европа и Северна Африка и чрез кабелни оператори в цяла България. Програмната схема на телевизията предвижда 24-часова програма и жанрово и тематично разнообразие, съобразено с потребностите и изискванията на потенциалната зрителска аудитория.
Телевизията има студиа в Пловдив и София.
През 2008 г. каналът е преименуван на „НБТ“.

## Предавания
- Диагноза с Георги Ифандиев
- Рок и хеви с Тома Спространов
- Каталог с Лили Бързева
- Бързи, умни, млади
- Преди лекарствата
- Лицата на България
- Гласовете ви чувам
- Искам да започна бизнес
- Сите българи заедно
- Томи представя
- Еврофактор
- Директно
- 4 плюс 1
- Референдум
- Първа смяна
- Лабиринт
- Живото лице на природата
- Студио Спорт
- Събота O'K
- Акведукт
- Геймъри шоу
- Щрих
- Асансьор
- Колаж
- Колаж Класик
- Казано е
- Преглед на печата
- Анкета
- Арт магазин
- Клуб „Малките големи звезди“
- Лека нощ, дечица
- 10-те най-добри спортисти на Пловдив
- За Пловдив с въздишка и усмивка
- Внимание таланти
- Панаирен компас
- Изворче
- Образцов дом
- Неделна матрица
- Песни за душата
- Било ли е някога
- За вярата
- Сфера
- Суета
- Енигма
- Евроком БГ класик
- Не остарявай любов
- Дерби 1-ва Бундеслига
- Джумаята
- Маршрути
- На фокус
- Балкан фолк
- Панаирен калейдоскоп
- Мис Столверк
- Мото-магазин
- Марица днес
- Таковата
- Земя